# DNAJB11
El miembro 11 de la subfamilia B del homólogo de DnaJ es una proteína que en los humanos está codificado por el DNAJB11 gen.